# Scotoleon infuscatus
Scotoleon infuscatus är en insektsart som först beskrevs av Adams 1957.  Scotoleon infuscatus ingår i släktet Scotoleon och familjen myrlejonsländor. Inga underarter finns listade i Catalogue of Life.